# 伊利耶·博洛让
伊利耶-加夫里尔·博洛让（羅馬尼亞語： 羅馬尼亞語發音：[iˈli.e boloˈʒan]，1969年3月17日—），罗马尼亚政治家，现任罗马尼亚总理。
2024年12月，博洛让出任参议院议长，2025年2月至5月担任代理总统，2025年6月被任命为总理。